# نبرد سرپل
نبرد سرپل از سری جنگ‌های تیموریان و شیبانیان است. پس از اینکه ازبک‌ها ازسوی بابر با کمک مردم شهر در آغاز سال ۱۵۰۱ م از سمرقند رانده شدند، دوباره در بخارا گرد آمدند. شیبک خان برای تلاشی دیگر جهت گرفتن سمرقند آماده شد. در آوریل - مه ۱۵۰۱ بابر، رهبر تیموریان، تصمیم گرفت پیش از رسیدن این تهدید به شهر، با آن رویارویی کند.
دو ارتش در سرپل به هم رسیدند، جایی که نبردی سرنوشت‌ساز درگرفت که سرنوشت تیموریان و منطقه را رقم زد و در نتیجه کم‌کم فرارود، خوارزم و خراسان ازسوی ازبکان گشوده شد.

## پیش زمینه
ازبک‌ها اگرچه از سمرقند رانده شدند، دارای شهر پرجمعیت بخارا و سرزمین حاصلخیز آن بودند و می‌توانستند با فرا خواندن انبوه ازبک‌های جنگ‌بلد و ازبک‌های اخراج‌شده از دیگر سرزمین‌ها که در بخارا گرد آمده بودند، نیرو به خدمت بگیرند.
در سنجش با آن، سمرقند اخیراً از سو‌ءحاکمیت رنج می‌برد، از انقلاب‌های پی‌درپی و ویرانی‌های ارتش‌های دشمن و دوست. منابعش تهی شده‌بود. بیشتر سرمایهٔ آن از میان رفته یا نابود شده بود و برای بهسازی زیان آن و بازیابی اعتبار و خشنودی مردمانش، نیاز به زمان بود.
از آنجا که نیروهای نظامی پادشاهی در حال حاضر برای دفاع از آن بسیار ناکافی بودند، بابر جوان سفیرانی را به نزد همهٔ شاهزادگان همسایه فرستاد تا از آنها کمک بگیرد ولی فقط اندکی کمک دریافت کرد. پس ناچار شد به منابع محدود خود اتکا کند.

## درگیری‌های نخستین
محمد شیبانی دژ دابوسی را در سغد (در تاجیکستان) تصرف کرد. این رخداد زنگ خطر را در ذهن بابر به صدا درآورد و او تصمیم گرفت برای رویارویی با این چالش سوی بخارا به راه بیفتد.
در می ۱۵۰۱ در حالی که بابر به سمت بخارا لشکر می‌کشید، شیبک خان در جهت مخالف او به پیش می‌آمد و در ۴ مایلی او اردو زد.
بابر اردوگاه خود را با یک سنگر و خندق استوار کرد.
درگیری‌های روزانه میان بخش‌های پیشروی کرده آنها صورت می‌گرفت.
شیبک خان اقدام به غافل‌گیری شبانه کرد اما اردوگاه بابر را از دید جلوگیری از حمله از نظر ایستادگی و نگاهبانی بسیار خوب دید و ناچار به عقب‌نشینی شد.
با این وجود رخ دادن نبرد اجتناب‌ناپذیر به نظر می‌رسید و ذهن بابر آشکارا به آماده‌سازی برای آن معطوف بود.
شاید این حالت هیجان بر شور و اشتیاق نظامی او مؤثر بوده باشد و بیش از اندازه بی‌تابش کرده‌باشد زیرا او تصمیم گرفت که خطر کند. اگرچه در طی دو روز نیروی کمکی به میزان دو یا سه هزار نفر به او پیوستند.

## بن‌مایه
- همکاری‌کنندگان ویکی‌پدیا، « Battle of Sar-e-Pul»، ویکی‌پدیای انگلیسی، دانشنامهٔ آزاد (بازیابی ۱۲ فروردین ۱۴۰۰)